# Chorthippus
Chorthippus – rodzaj owadów prostoskrzydłych z rodziny szarańczowatych (Acrididae), w języku polskim określanych zwyczajową nazwą konik lub konik polny, choć w potocznym użyciu nazwy te stosowane są w szerszym znaczeniu. 
Owady z rodzaju Chorthippus występują w Europie, Azji, Afryce (Afryka Północna i Madagaskar) oraz w Ameryce Północnej. Większość gatunków zamieszkuje jednak krainę palearktyczną.
Samce koników wabią samice rytmicznymi dźwiękami, które wytwarzają przez pocieranie ząbkowanym udem o zgrubiałą żyłkę przedniego skrzydła.
Gatunkiem typowym rodzaju jest Acrydium albomarginatum (obecnie Chorthippus albomarginatus).
Rodzaj obejmuje ponad 180 gatunków, m.in. występujące w Polsce:
- Chorthippus albomarginatus
- Chorthippus apricarius – konik ciepluszek
- Chorthippus biguttulus – konik pospolity
- Chorthippus brunneus – konik brunatny
- Chorthippus dorsatus
- Chorthippus eisentrauti
- Chorthippus mollis
- Chorthippus montanus
- Chorthippus parallelus – konik wąsacz
- Chorthippus pullus – konik ciemny
- Chorthippus vagans

Na podstawie cech morfologicznych wydzielane są 4 podrodzaje:
- Megaulacobothus,
- Chorthippus,
- Glyptobothrus,
- Altichorthippus.

Badania genetyczne wskazują na parafiletyczny charakter tego rodzaju.